# Pranks
Pranks é um filme mudo norte-americano de 1909 em curta-metragem, do gênero comédia, dirigido por D. W. Griffith. Produzido e distribuído por Biograph Company, o filme foi interpretado pelos atores Arthur Johnson, Marion Leonard, Robert Harron, Jack Pickford, Linda Arvidson e Henry B. Walthall